# Paul Burkhard (Bildhauer)

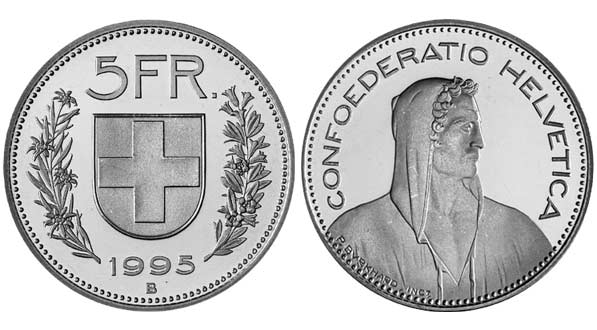
Fünffrankenstück, Entwurf von Paul Burkhard

Paul Burkhard (* 14. Oktober 1888 in Richterswil; † 2. August 1964 in Agra) war ein Schweizer Bildhauer und Zeichner.

## Leben und Wirken
Burkhard arbeitete von 1905 bis 1913 als Punkteur unter anderen für Hermann Haller. Von 1913 bis 1921 studierte er an der Münchner Kunstakademie.
Von ihm sind Bildnisbüsten, Figuren, Gruppen und Tierplastiken bekannt. Er fertigte Entwürfe für Münz- und Briefmarkenbilder und war Schöpfer des Alphirten (oft fälschlich als Wilhelm Tell gedeutet) auf dem Fünffrankenstück. 1919 und 1920 erhielt er ein Eidgenössisches Kunststipendium.

## Ausstellungen
- 1939: Schweizerische Landesausstellung. Zeichen, Malen, Formen. II. Kunst der Gegenwart, Kunsthaus Zürich
- 1925: Nationale Kunstausstellung im Kunsthaus Zürich